# Réductase
Une réductase est une enzyme qui diminue l'énergie d'activation d'une réaction d'oxydo-réduction.

## Exemples
- 5-alpha réductase, enzyme du métabolisme de la testostérone,
- cytochrome b5 réductase
- Folate et Dihydrofolate réductase
- HMG-CoA réductase (ou 3-hydroxy-3-méthyl-glutaryl-CoA réductase ou HMGR) est la première en enzyme (EC 1.1.1.88) du chemin métabolique de la HMG-CoA réductase, qui produit le cholestérol et d'autres biomolécules.
- Glutathion réductase
- Méthémoglobine réductase
- Ribonucléotide réductase